# Сафронов, Антон Евгеньевич
Анто́н Евге́ньевич Сафро́нов (19 мая 1972, Москва) — русский композитор, педагог, музыкальный публицист.

## Биография
Родился 19 мая 1972 года в Москве (СССР). В 1991 году окончил Училище при Московской консерватории. В 1996 году окончил Консерваторию по классу композиции у Эдисона Денисова. Там же окончил и аспирантуру (в 1999 году). Стажировался в Германии у Вальтера Циммермана (Берлинский университет искусств) и Вольфганга Рима (Музыкальный университет в Карлсруэ), посещал мастер-классы Пауля-Хайнца Диттриха, Беата Фуррера, Петера Ружички, Молодёжного форума Ensemble Modern.
В 2003—2009 преподавал в Московской консерватории (специальность «анализ музыкальных произведений», семинар «Музыка XX века»), с 2009 преподаёт в Берлинском университете искусств. Выступает с мастер-классами, лекциями, а также статьями и радиопередачами о современной музыке, в том числе в журнале «Музыкальная жизнь». В 2004—2009 был членом редколлегии и автором статей журнала «Трибуна современной музыки». Координатор проектов фестивалей «Территория» (2008—2009) и «Другое пространство» (2010—2020), Московского ансамбля современной музыки (2009—2011), Ансамбля «Галерея Актуальной музыки» (ГАМ-Ансамбль, 2012—2021). Художественный руководитель Международной ассоциации Эдисона Денисова (с 2020).
Лауреат Первой премии I Международного конкурса молодых композиторов имени П.Юргенсона (2001) и Международного музыкального фестиваля в Безансоне (Франция, 1996). Был стипендиатом Союза московских композиторов (1994—1995), Немецкой службы академических обменов (DAAD) (1996-98), Фонда имени Генриха Штробеля Юго-Западного радио Германии (2003), стипендиатом-резидентом Академии Вилла Массимо (Рим, 2007), Академии Солитюд (Штутгарт, 2008), города Баден-Бадена (Baldreit-Stipendium, 2004), федеральной земли Нижняя Саксония (Дом творчества в Шрайане, 2005) и др.

## Творчество
Дипломное сочинение Антона Сафронова в Московской консерватории («Пространство длимого чувства» для симфонического оркестра, 1996), завоевало Первую премию на Международном конкурсе композиторов в Безансоне (Франция, 1996). Сочинение для камерного оркестра «Листки из вчера — листки из завтра» (1999/2004), получило Первую премию на Международном конкурсе молодых композиторов им. П. И. Юргенсона (Москва, 2001). Сочинение «СОН — … ХРОНОС» для ансамбля солистов (2000/2005), написанное по заказу Берлинского сената по культуре, удостоилось исполнения Ансамблем Модерн на ежегодном Молодёжном форуме Общества новой музыки во Франкфурте-на-Майне (2001).
Антон Сафронов является автором реконструкций незавершённых или утраченных сочинений: Моцарта и Шуберта, в том числе — 3-й (по авторским эскизам) и «гипотетической» 4-й части к «Неоконченной» симфонии Шуберта, исполненной в этой версии Владимиром Юровским с Российским национальным оркестром и «аутентичным» лондонским Оркестром Века Просвещения.

## Сочинения
- Отражения … рефлексии (…riflessioni…) для альта, виолончели и контрабаса (1995/2010).  Российская премьера состоялась в Санкт-Петербурге в 2005 году.

- Пространство длимого чувства (L’espace de sentiment continu) для симфонического оркестра (1996).  Международная премьера состоялась в Безансоне (Франция). Композицию исполнил Национальный оркестр г. Лилля под управлением Марко Паризотто.  Российская премьера прошла в Санкт-Петербурге в 1998 году. Сочинение исполнил Академический симфонический оркестр Санкт-Петербургской филармонии, дир. Дориан Уилсон.

- sentimento… — CODA памяти Эдисона денисова для фортепиано соло (1997/2001).  Премьера состоялась в Санкт-Петербурге в 1997 году. Произведение исполнил сам автор — Антон Сафронов.

- Птица прощания (Птица радости — Птица забвения) для солиста с флейтой и бас-флейтой (1997/2005). Международная премьера состоялась в Дрездене (Германия) в 1997. Композицию исполнил Кэрин Ливайн. Российская премьера прошла в Москве в 1999 году. Солист — Константин Венёвцев.

- листки из вчера — листки из завтра (blätter von gestern — blätter von morgen) 3 постлюдии для ансамбля из 13 инструменталистов (1999/2004). Международная премьера прошла в Дюссельдорфе (Германия) в 1999 году. Сочинение исполнил Дюссельдорфский Ансамбль, дир. Вольфганг Троммер. Российской премьерой стало выступление коллектива «Студия новой музыки», дир. Игорь Дронов[англ.] (Москва, 2001)

- СОН — … ХРОНОС для ансамбля из 8 инструментов (2000/2005). Международная премьера прошла в исполнении Ансамбля Модерн, дир. Джонатан Стокхэммер (Франкфурт-на-Майне (Германия), 2001).
В России произведение впервые представлено eNsemble «Pro arte», дир. Фёдор Леднёв (Санкт-Петербург, 2005).

- СНЫ ХРОНОСА — музыкально-хореографическая композиция для ансамбля из 15 инструментов (2003). Впервые сочинение исполнено в 2003 году в Райнсберге (Германия) солистами Берлинской высшей школы театрального искусства им. Э.Буша, Берлинская камерная симфония, дир. Юрген Брунс.

- Утренний дождь для квартета ударных (2004/2008). Международная премьера состоялась во Фрайбурге (Германия) в 2004 году. Исполнитель: Фрайбургский ансамбль ударных, дир. Бернхард Вульф. В России произведение впервые исполнено Ансамблем Марка Пекарского в Москве в 2008 году.

- Две пьесы из Воображаемого монотеатра Владимира Маяковского для женского голоса и ансамбля из 8 инструментов (2005). Впервые сочинение исполнено во Фрайбурге (Германия) в 2005 году. Солировала Александра Любчанская при участии Ensemble Aventure, дир. Кристиан Хоммель.

- Папагено (… последнее искушение) для ансамбля из 7 инструментов (2006/2009). Международная премьера:  Ансамбль Модерн, дир. Мануэль Наури (Кассель (Германия), 2006)
Российская премьера: Московский Ансамбль современной музыки, дир. Алексей Виноградов (Москва, 2006)

- Бах … музыка, чтобы переждать темноту (ein Bach-Stück / ein Stück Bach) для ансамбля из 7 инструментов (2007/2008). Международная премьера: Ансамбль Модерн, дир. Мануэль Наури (Рим, 2007)
Российская премьера: Ансамбль солистов Российского национального оркестра, дир. Алексей Богорад (Москва, 2010)

- 4-й эпизод из проекта Колыбельная Москве для ансамбля из 7 инструментов и электроники (2007). Российская премьера: Московский ансамбль современной музыки, дир. Алексей Виноградов (Москва, 2007)

- Лава — Энтропия для танцора и ансамбля из 8 инструментов (2008). Международная премьера: Ensemble Ascolta, дир. Робин Энгелен (Штутгарт, Германия, 2005)

- Реконструкция 3-й (по авторским эскизам) и 4-й («гипотетическая версия») частей к Симфонии си-минор DV 759 («Неоконченная», 1822) Шуберта (2005/2007). Международная премьера: Филармонический оркестр г. Баден-Бадена, дир. Вернер Штифель (Баден-Баден, Германия, 2005)
Российская премьера: Российский национальный оркестр, дир. Владимир Юровский (Москва, 2007)

- Новая оркестровая версия неоконченного фрагмента Lacrimosa из Реквиема Моцарта KV 626 (1791) для хора и оркестра (2008). Российская премьера: New Siberian Singers, Ensemble Musica Aeterna, дир. Теодор Курентзис (Москва, 2008)

- «Гипотетическая версия» / реконструкция утерянной Балетной интермедии из оперы Моцарта Асканий в Альбе KV 111 (1771) (2010). Международная премьера: оркестр Государственного театра г. Дармштадта, дир. Константин Тринкс (Дармштадт, Германия, 2010)

## Критика
- На фестивале «Другое пространство» русская музыка помещена в мировой контекст.(газета «Ведомости»)
- Зимний путь XXI века (газета «Независимая»)
- Пивка бы не помешало.